# 塔斯曼尼亞無鬚鱈
塔斯曼尼亞無鬚鱈，為輻鰭魚綱鱈形目無鬚鱈科的其中一種，分布於西太平洋日本、紐西蘭；東南太平洋巴塔哥尼亞海域，深度91公尺，體長可達37公分，棲息在底層水域，生活習性不明。

## 扩展阅读
維基物種上的相關：塔斯曼尼亞無鬚鱈